# Quart, el hombre de Roma
Quart, el hombre de Roma es una serie de televisión de drama e intriga basada en la novela de Arturo Pérez-Reverte, La piel del tambor. Producida por Endemol, en colaboración con Origen PC, fue emitida por la cadena española Antena 3.
Se estrenó en España el 4 de septiembre de 2007, inicialmente en el prime time de los martes. Debido a sus resultados de audiencia, por debajo de la media de la cadena, el 24 de septiembre pasó a emitirse en el late night de los lunes. El 8 de octubre se emitió el último episodio de la primera y hasta la fecha única temporada la serie. Con la intención de apoyar a su canales de la TDT, la cadena preestrenó la serie el 3 de septiembre de 2007.

## Producción

### Concepción
Tras perder Antena 3 los derechos para nuevos capítulos de 'Aquí no hay quien viva' y el fracaso de 'Ellas y el sexo débil', la cadena decidió apostar por varias ofertas de ficción. Según las declaraciones de José María Pou, la serie iba a tener 13 episodios y se interrumpió porque tenía que empezar a emitirse. 'La piel del tambor' era en el momento del estreno de la serie un gran éxito en ventas, tanto en España como fuera, y apoyada por los críticos.

### Temas
- El hombre y sus debilidades: Quart vuelva a ver a antiguos amigos y conoce a otros nuevos, Macarena será clave ya que va a provocar que el sacerdote tenga deseos hacia ella.[7]
- El detective en busca de la verdad: La fe no es seguida como era en antaño y Quart va a intentar con las reliquias, los cuadros, la arquitectura y los objetos religiosos comenzar su camino hacia la verdad única. Su misión va a ser recuperarlas y devolverlas a sus dueños.[7]
- El sacerdote y su misterio: Quart utiliza métodos no habituales para llegar a la solución del caso que gira en torno a Iter Ad Deum.[7]

Arturo Pérez-Reverte supervisó los guiones de la serie, quien ha afirmado que siempre le da libertad al director, porque se trata de contar lo esencial de la historia, no todo lo que ocurre.

### Rodaje
Según las declaraciones de Roberto Enríquez, está rodada en 16 mm y sin platós, es decir, son todo localizaciones reales, en Madrid fundamentemente, en Guadalajara, Toledo, Santiago de Compostela y otros alrededores. El rodaje empezó aproximadamente en octubre de 2006 y acabó en febrero de 2007, por lo que el rodaje por cada episodio duraba tres semanas.

## Promoción
La cadena tenía la serie totalmente lista para emisión desde hace más de 2 meses. La cadena de Planeta desarrolló la web de la serie para lanzarla en el mes de marzo pero la web oficial, para el 23 de marzo de 2007, pero al posponerse su estreno no se anunció por televisión.

## Argumento
La serie está basada en los personajes de la novela "La piel del tambor", de Arturo Pérez-Reverte. La primera temporada consta de seis capítulos. La serie narra la historia de Lorenzo Quart, un sacerdote al que el Vaticano envía a Sevilla después de que el Papa recibiera una enigmática denuncia de un pirata informático, donde se narra el suspense y los enigmas vinculados a la historia y a la propia religión.
El sacerdote es enviado a Madrid para investigar el robo de la Cruz de Caravaca en una iglesia donde todos los que se encontraban allí han enfermado. También debe seguir de cerca las maquinaciones del Monseñor Aguirre, a la secta que quiere volver la iglesia de la Edad Media bajo la idea del “Iter ad Deum”.

## Reparto
- Lorenzo Quart (Roberto Enríquez): Es un sacerdote a las órdenes de la del Vaticano, que se encarga de solucionar cualquier problema que ponga en peligro a la Iglesia católica. Su trabajo como investigador consiste en buscar una explicación lógica a todo, pero reencontrar a Macarena Bruner provocará una tentación que va contra su fe.[7]
- Macarena Bruner (Ana Álvarez): Especialista en obras de arte religiosas formando la pareja perfecta con Quart. Existe química entre ambos, pero saben que es imposible.[7]
- Monseñor Aguirre (José María Pou): Es un alto cargo del Vaticano y pertenece a una orden que pretende volver a la Edad Media, lo que hace que en Roma se preocupen por lo que puede llegar a hacer.[7]
- Andrés Campos (Pep Cortés): Es experto en simbología e historia de las religiones, su idea de fe y ciencia provoca que tenga bastantes enemigos.[7]
- Monseñor Spada (Manuel de Blas): Su fe en el sistema del Vaticano, es un hombre discreto con ideas de jesuita.[7]
- Judas Tadeo Martínez de Aguirre (Biel Durán): Sobrino de Aguirre, es un estudiante de seminario, su función es seguir a Quart, que se convierte en un modelo para él.[7]
- Alicia Rocamora (María Almudéver): Trabaja junto con Macarena, es una chica incapaz de mantener una relación estable, teniendo siempre envidia de su jefa.[7]
- Simeón Navajo (Mingo Rafols): Tiene contactos en todas partes, trabajó en el pasado con Quart, es implacable con los sospechosos y hace cualquier cosa por sacar información.[7]
- Pedro Sangro (Daniel Grao): Pedro es un canalla, un sinvergüenza y encantador. Tiene una relación con Macarena provocando que sienta envidia con la llegada de Quart.[7]
- Rodrigo (Martijn Kuiper)
- Padre Ruben (Fidel Almansa): Sacerdote ciego.
- Javier (Ricard Sales)
- Sor Lucía (Carmen Esteban)
- Teresa (María Bonet): Cantante y prima de Judas. Interés amoroso de Judas que le hace dudar sobre su vocación.
- Enfermo del psiquiátrico (Alex Amaral)

## Capítulos
Lista de capítulos de la primera temporada (las fechas y datos de audiencia hacen referencia a su estreno en España):
- 1.01 - El hombre de Roma: 04/09/2007 (2.440.000 espectadores y 15,2% de cuota de pantalla)[9]
- 1.02 - Tritonus: 11/09/2007 (1.891.000 espectadores y 13,3% de cuota de pantalla)[10]
- 1.03 - Manada de lobos: 18/09/2007 (1.545.000 espectadores y 10,6% de cuota de pantalla)[11]
- 1.04 - Profecías: 24/09/2007 (914.000 espectadores y 8,6% de cuota de pantalla)[12]
- 1.05 - El secreto de los Borgia: 1/10/2007 (791.000 espectadores y 8,7% de cuota de pantalla)[4]
- 1.06 - Los hijos de Loki: 8/10/2007 (326.000 telespectadores y 12,3% de cuota de pantalla).[13]

MEDIA DE LA SERIE: 911.000 espectadores y 11,4% de cuota de pantalla.

## Tras el final de la serie
Diversos fanes de la serie intentaron, vía en línea, que la serie tuviera una segunda temporada, pero nunca ocurrió. El 18 de octubre de 2007 salió a la venta el DVD de la serie distribuido por Divisa Home Vídeo, compuesto por 6 DVD, en donde se incluye un folleto detallado de la serie, y contenido extra como promociones, galería, personajes, ficha y un vídeo sobre el autor de la obra, Arturo Pérez-Reverte.